# Alcea nudiflora
Alcea nudiflora — вид квіткових рослин родини мальвові (Malvales).

## Опис
Стебло пряме. Виростає від 30 см до 2 м. Листя велике (довжина до 20 см, ширина 3—18 см), округле. Квітка біла, воронкоподібна. Плоди чорні ниркоподібні. Цвіте і плодоносить у травні — вересні.

## Поширення і екологія
Вид поширений в Середній Азії (Афганістан, Казахстан, Киргизстан, Таджикистан, Узбекистан, Сіньцзян), Алтайському краї та Західному Сибіру. Зростає переважно в широколистяних і теплих лісах, степових луках, субальпійських луках, кам'янистих схилах гір, садах, полях, узбіччях доріг тощо (800—3000 м над рівнем моря).